# 小笠原東陽
小笠原 東陽（おがさわら とうよう、1830年10月29日〈文政13/天保元年9月13日〉 - 1887年〈明治20年〉8月12日）は、幕末から明治時代前半の儒学者、教育者。神奈川県高座郡羽鳥村の耕余塾（旧読書院）創設者。明治維新以前は、江戸詰の姫路藩士で奥山銕四郎と称した。

## 略歴
天保元年9月（1830年10月）美作勝山藩士小笠原忠良の三男として江戸谷中の藩邸で生まれる。幼名は亀吉、諱は董。天保4年2月の父の病没後、姫路藩士奥山重義の養子となって巣鴨の同藩下屋敷に移り、奥山銕四郎を名乗った。
数え12歳で御用使仮役（秘書見習）として初出仕。以後、近海防禦御道具調方手附手伝（天保14年）、巣鴨学問所肝煎心得兼務（弘化3年）、小役人格御用使頭取（弘化5年）、奥御番方仮役（安政2年）と累進。安政3年9月（1856年）藩命により昌平坂学問所に入寮し、晩年の佐藤一斎・安積艮斎に学び、安政5年に詩文掛（添削）を務め、翌6年退寮。なお同時期の同窓として、長州藩の高杉晋作も在籍していた。次いで第二林家を継いだ林鴬渓家塾に入門、塾長を務めた。万延元年（1860年）に養父の死に伴い家督を相続、翌文久元年（1861年）に林家を退き、藩邸学問所副督学に就任した。その後、元治元年（1864年）に御供番格、元治2年（1865年）には学頭手伝に任じられ、慶応2年（1866年）より翌年にかけて開成所で洋書翻訳及び洋算修業にも従事した。
戊辰戦争勃発後、銕四郎は同志20余名と藩主酒井忠惇に徳川氏と命運をともにすべきと建白するも入れられず、改めて家禄返還と旧主家の危急の際は奉公に馳せ参じることを誓った「江戸詰二十四藩士歎願書」を呈して士分を返上、小笠原姓に復して一家で小石川指ヶ谷町に移った。
その後一年余りは売卜で一家7人の糊口をしのいでいたが、旧暦明治2年6月（1869年）、旧知の学僧新居日薩に招かれ、池上本門寺に仮寓しつつ30か月間の約束で南谷檀林（檀林は僧侶養成学問所）で漢学を講じた。その従学者中に、神奈川県高座郡羽鳥村戸長三觜八郎右衛門の親族三觜八郎及び茂一らがおり、八郎右衛門の代理として羽鳥村子弟の教育を懇請され、南谷檀林との契約満期後、銕四郎は明治5年3月（1872年）に一家で同村へ移住した。三觜らが私費で修繕した村内の廃寺徳昌院を、その音をもじって「読書院」と名づけ郷学校を開設、この頃より自らを「東陽」と号した。
同じく明治5年8月の学制公布後、東陽は12月に神奈川県学務課雇として横浜へ出仕したが、年明けの新暦1873年（明治6年）2月には「養母老衰」を理由に辞職して帰村。その後、神奈川県が読書院を「第九中学区第八十八番小学羽鳥学校」に指定、東陽も5月に同校訓導に任命されたが、羽鳥学校とは別に私塾として読書院を存続した。さらに1874年（明治7年）2月より1か月、東陽は東京師範学校での小学授業法参観と東京府講習所での授業法講習に派遣され、同年中に小学教員養成所が羽鳥学校に併設されるとともに12月に同養成所掛を兼務、第九中学区内の教員養成・教授法の改良普及に従事した（学区取締でもあった三觜八郎右衛門は隣接地を提供して二階建校舎を新築）。1875年（明治8年）2月、羽鳥の小学教員養成所は神奈川県第三号師範学校と改称されたが、翌1876年（明治9年）7月には横浜の第一号師範学校への統合とともに廃止され、師範生徒は横浜へ移籍、東陽も横浜への転任を要請されたが固辞したという。その後も羽鳥で巡回訓導を務めたが、1877年（明治10年）8月に公職を退き、以後読書院の経営に専念した。
読書院は塾生の増加に伴い、三觜が学舎を新築、1877年1月の新校舎落成とともに塾名を「耕余塾」と改め、1878年（明治11年）年3月に県に変則中学として「家塾開業願」を提出して認可された。
1885年（明治18年）春頃に肺結核を患い喀血、1887年（明治20年）8月12日午後11時頃に死去した（享年58、満56歳）。墓所は藤沢市羽鳥の汲田墓地に所在。

## 教科書編纂
- 師範学校改正 小学読本講義（小笠原 編・斎藤時泰 校、1876年）
- 改正 小学読本講義便（小笠原 編、1876年）
- 漢史一斑鈔解（小笠原 編、大橋操吉、1879年）
- 小学作文例 単語題（飛田由次郎 編・小笠原 訂、広文堂、1880年）
- 小学読本 全5巻（宇田川準一 編訳・小笠原 校、文学社、1882年）
- 頭書 新選開化用文（立野胤政 編・小笠原 書、1884年）

## 親族
- 長男：小笠原鍾（あつむ） - 1882年6月に東京大学医学部別課卒業[6]、自由民権家、1897年9月没（44歳）。
- 二男：梅原良 - 実業家・衆議院議員、梅原修平養子[7]
- 曽孫：白石敬子 - オペラ歌手[8]

## 関連文献
- 岸本芳雄「幕末維新の変革期における一教育者の歩み：教育者としての小笠原東陽」『論叢：玉川大学文学部紀要』5号（第一文冊）、玉川大学文学部、1965年。
- 高野修「相州羽鳥耕余塾と小笠原東陽」『地方史研究』141号（26巻3号）、地方史研究協議会、1975年。
- 高野修『小笠原東陽と耕余塾に学んだ人々』藤沢市史編さん委員会〈藤沢市史ブックレット4〉、2013年。